# Алвару Морейра, Эужения

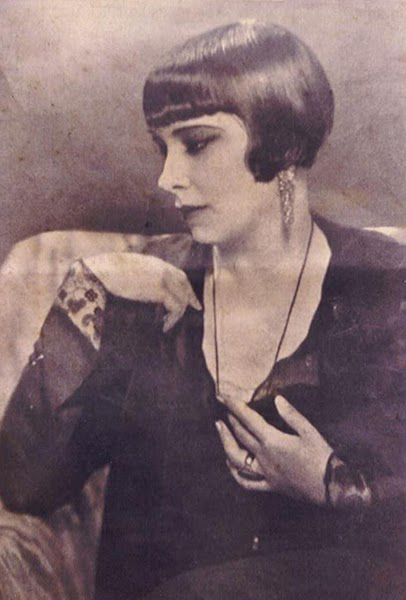
Алвару Морейра около 1920 года

Эужения Алвару Морейра (порт. Eugênia Álvaro Moreyra; 6 марта 1898, Жуис-ди-Фора, Бразилия — 16 июня 1948, Рио-де-Жанейро, Бразилия) — бразильская журналистка, актриса и театральный директор, ставшая президентом профессионального союза работников театра. Она была пионером феминизма в своей стране, лидером суфражистской кампании в Бразилии. Она также была связана с бразильским модернистским движением и была страстной защитницей коммунистических идеалов. Она была замужем за поэтом и писателем Алвару Морейрой, который сыграл важную роль в обновлении бразильского театра, организовывала кампании по популяризации культуры и работала в качестве актрисы, режиссёра, переводчика, декламатора, а затем президента союза театральных профессионалов.

## Биография

### Ранняя биография и карьера
Эужения Брандан родилась в Жуис-ди-Форе в 1898 году. Она была дочерью Арминду Гомеса Брандана и Марии Антуанетты Армонд Брандан, а также внучкой барона Питанги. У неё было комфортное детство в её родном городе, но со смертью Арминдо её семья начала сталкиваться с финансовыми трудностями. Поскольку её мать не могла претендовать на наследство, оставленное её мужем, которое по закону должно было находиться в ведении её сыновей, она переехала с Эуженией в поисках работы в Рио-де-Жанейро в середине 1910-х годов. Она устроилась в почтовое отделение в окрестностях Лапы,в то время как её дочь самостоятельно училась читать и писать на португальском и французском языках, изучая газеты, книги и словари.
Эужения начала работать в 15 лет, устроившись продавцом мужских и женских товаров в магазине в центре Рио-де-Жанейро. Через некоторое время она начала работать клерком в «Freitas Bastos», книжном магазине, расположенном в Ларго-да-Кариоке. Там она увлеклась театром и литературой.
К 16 годам она уже была полностью вовлечена в богемную жизнь города, включая её поведение и костюмы — курила сигариллы, ходила по улицам в костюме, галстуке и фетровой шляпе. В таком виде она была представлена в газете «Última Hora», когда искала работу журналиста. Качество и смелость её текстов вызывали недоумение и восхищение в обществе, до сих пор привыкшем видеть женщин в этой среде только в качестве поэтесс, фельетонистов и обозревателей.
Вскоре в прессе появилось сообщение о преждевременном завершении карьеры молодой журналистки, которая решила укрыться в интернате для девочек под названием «Asilo Bom Pastor». Тайна и причина такого решения были раскрыты лишь несколько месяцев спустя, когда на первой странице журнала «A Rua» был опубликован подписанный ею отчёт. На самом деле Эужения попросила отправить её туда с единственной целью: допросить Албертину ду Насименто Силву, сестру убитой женщины, совершившей преступление, известное как «трагедия на улице Януцци, дом 13». Женщины, однако, уже не было в приюте, а Эужения продолжала жить там в попытке получить информацию от других заключённых. Не добившись успеха в этом, она воспользовалась опытом своего проживания там для рассказа о повседневной жизни этих людей в их ограничительном заключении. Получившаяся серия статей, опубликованных главами в течение пяти дней подряд, впечатлила большое количество читателей, а также принесла автору заслуженное признание со стороны коллег, конкурентов и широкой общественности, которая дала ей прозвище «первого репортёра Бразилии». До своего замужества и временной паузы в профессиональной деятельности Эужения успела поработать в отделах новостей в известных газет того времени — «A Notícia» и «O País».

### Замужество и дальнейшая деятельность

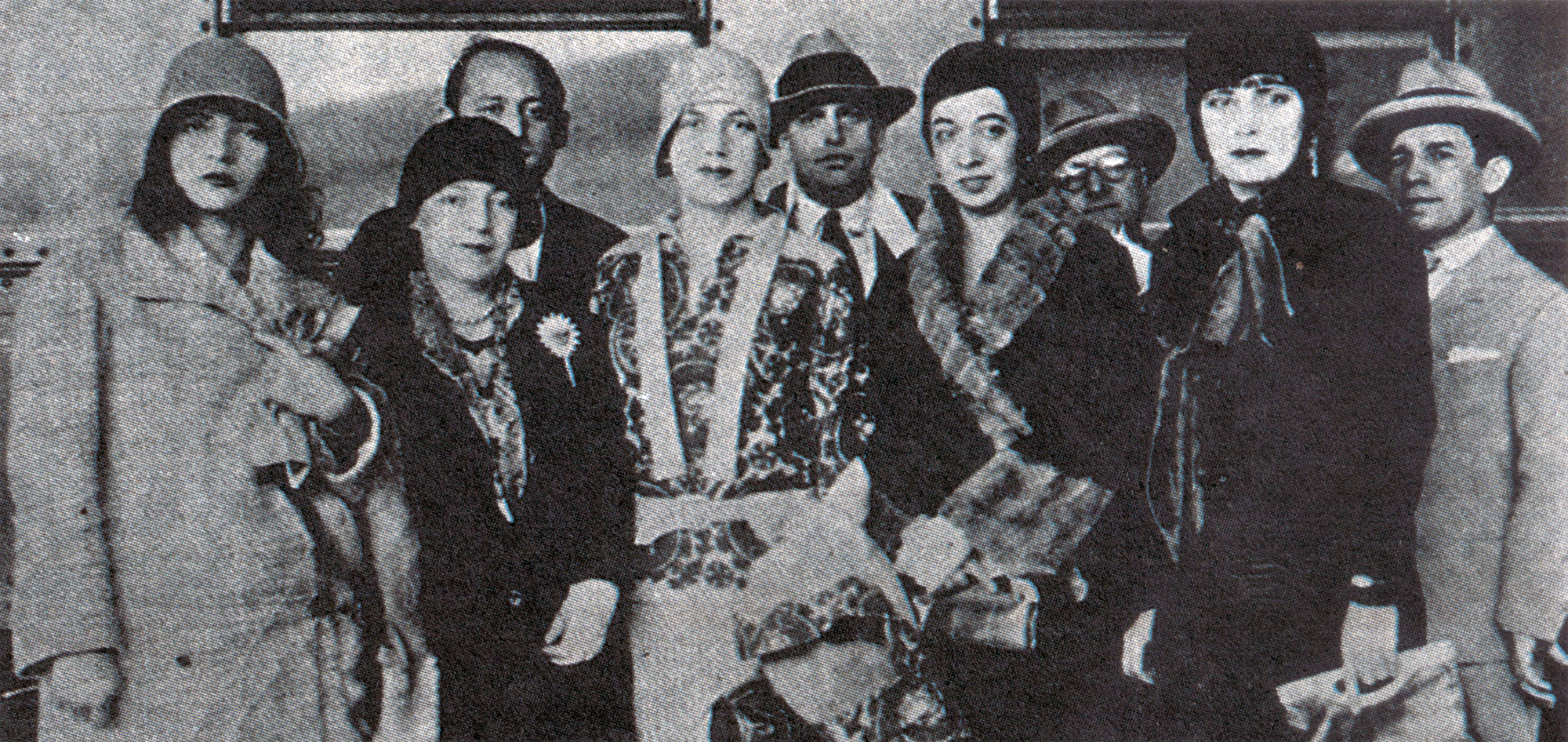
Слева направо: Пагу, Элси Лесса, Тарсила ду Амарал, Анита Малфатти и Эужения Алваро Морейра на Неделе современного искусства в 1922 году.

На пике своей карьеры уличного репортёра Эужения познакомилась с поэтом Алвару Морейрой, который был членом тех же интеллектуальных и богемных кругов, что и она. Влюблённые поженились в 1914 году. Затем Эужения взяла фамилию и имя мужа и оставила журналистскую карьеру, чтобы посвятить себя новой семейной жизни. У пары было восемь детей, четверо из которых пережили младенчество: Сандру Лусиану, Жуан Паулу, Алвару Самуэл и Роза Марина. Она участвовала в Неделе современного искусства в 1922 году и основала вместе с мужем в 1927 году Театр де Бринкеду, целью которого была реализация модернистских идей. В 1928—1932 годах она совершила несколько поездок по сельской местности и окраинам Рио-де-Жанейро, знакомив публику с современными европейскими авторами.
С фрагментацией бразильского модернистского движения после революции 1930 года Эужения продолжила защищать вместе с Алвару Морейрой, Пагу и Освалдом де Андраде левые позиции, активно участвуя в Национально-освободительном альянсе (порт. Aliança Nacional Libertadora), вследствие чего подвергалась преследованиям со стороны правительства Варгаса. Под влиянием Карлоса Ласерды Эужения и Алвару присоединились к Коммунистической партии Бразилии, а в мае 1935 года она стала одной из основательниц Союза женщин Бразилии, организации, продвигаемой женщинами-членами или сочувствующими Коммунистической партии Бразилии. Её дом в то время стал местом встречи богемы и интеллектуалов, и среди многих её гостей были Ди Кавальканти, Винисиус ди Морайс, Карлос Друммонд, Грасильяну Рамус и Жоржи Амаду.

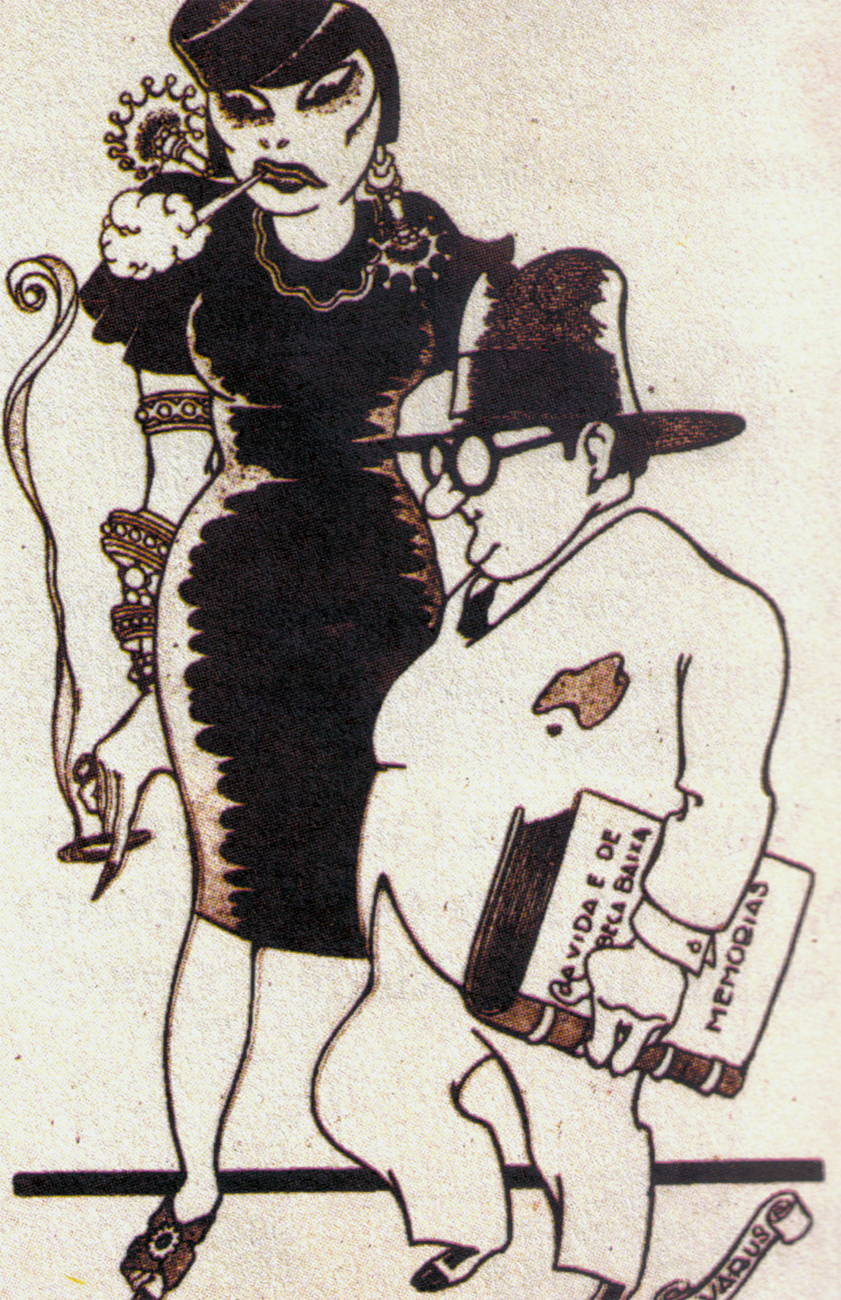
«Супруги Морейра», карикатура бразильского художника Алваруса (1920).

В ноябре 1935 года, после раскрытия коммунистического заговора, Эужения была задержана и обвинена в связях с Коммунистической партией Бразилии. Она оставалась около четырёх месяцев в заключении под стражей в доме на улице Фрей Канека, где оделила камеру № 4 с коммунистической революционеркой Ольгой Бенарио-Престес и другими. Утром 1 февраля 1936 года Эужения была освобождена за отсутствием улик. Затем она вернулась к политической активности, занявшись, среди прочего, кампанией за освобождение Аниты Леокадии, ребёнка Ольги Бенарио-Престес, который родился после её депортации в концентрационный лагерь в нацистской Германии. В 1937 году Альваро представил комиссии театрального департамента Министерства образования и культуры свой план организации «Бразильской драматической компании», который был одобрен. Затем он и его жена гастролировали по штатам Рио-де-Жанейро и Риу-Гранди-ду-Сул, впоследствии представив трёхмесячный сезон в театре Режина, в Рио-де-Жанейро.
С 1936 по 1938 год Эужения была президентом союза театралов Сан-Паулу (порт. Casa dos Artista). Она была избрана на новый срок в феврале 1939 года, но вступить в должность ей помешал Филинто Мюллер, который направил в Министерство труда и занятости жалобу на то, что она является «коммунистической персоной, состоящей на учёте в Полицейском департаменте безопасности и социальной политики». Результаты выборов были отменены приказом министра Валдемара Фалкана. Она даже баллотировалась в Конгресс на всеобщих выборах 1945 года, но в то время ни одна женщина не могла быть избрана представлять интересы женщин во время разработки бразильской конституции 1946 года.

### Смерть
16 июня 1948 года Эужения была дома в Рио-де-Жанейро, играла в карты, когда почувствовала себя плохо. Вскоре она умерла в своей спальне, рядом с детьми, в результате инсульта. Ей было тогда 50 лет.